# Ashraf Ghani
Mohammad Ashraf Ghani (Pashto/tiếng Ba Tư: محمد اشرف غنی, sinh ngày 19 tháng 5 năm 1949) là chính trị gia Afghanistan, giữ chức Tổng thống Afghanistan từ ngày 21 tháng 9 năm 2014 đến khi bị Taliban lật đổ vào ngày 15 tháng 8 năm 2021. Ông từng là Bộ trưởng Tài chính Trước khi trở lại Afghanistan vào năm 2002, Ghani là giáo sư nhân chủng học tại nhiều học viện (chủ yếu là Đại học Johns Hopkins), và sau đó bắt đầu làm việc tại Ngân hàng Thế giới. Là Bộ trưởng Tài chính của Afghanistan từ tháng 7 năm 2002 đến tháng 12 năm 2004, ông đã lãnh đạo nỗ lực phục hồi kinh tế Afghanistan sau khi chính phủ Taliban sụp đổ.
Ông là người đồng sáng lập Viện Hiệu quả Nhà nước, một tổ chức được thành lập vào năm 2005 nhằm nâng cao khả năng phục vụ công dân của các bang. Năm 2005, ông đã có một bài nói chuyện TED, trong đó ông thảo luận về cách xây dựng lại một quốc gia đã tan vỡ như Afghanistan. Ông là thành viên của Ủy ban Trao quyền hợp pháp cho Người nghèo, một sáng kiến độc lập do Chương trình Phát triển Liên hợp quốc chủ trì. Năm 2013, ông được xếp hạng thứ 50 trong một cuộc thăm dò trực tuyến về 100 trí thức hàng đầu thế giới do tạp chí Foreign Policy thực hiện và đứng thứ hai trong một cuộc thăm dò tương tự do tạp chí Prospect thực hiện.
Ghani được tái cử trong cuộc bầu cử tổng thống năm 2019. Ông tuyên thệ nhậm chức tổng thống cho nhiệm kỳ thứ hai vào ngày 9 tháng 3 năm 2020. Ngày 15 tháng 8 năm 2021, các quan chức Afghanistan tuyên bố rằng Ghani đã rời dinh tổng thống vào sáng Chủ nhật đến đại sứ quán Hoa Kỳ và từ đó ông rời Afghanistan khi Taliban tiến vào Kabul.